# The Good, the Bad & the Queen (àlbum)
The Good, the Bad & the Queen és un àlbum del supergrup britànic The Good, the Bad & the Queen, format per Damon Albarn, Paul Simonon, Simon Tong i Tony Allen, amb la producció de Danger Mouse. La seva publicació va ser el 22 de gener de 2007.

## Informació
Malgrat que inicialment es va parlar d'un àlbum en solitari d'Albarn amb la producció de Danger Mouse, a l'estiu de 2006 es va filtrar que el projecte havia canviat i que Albarn havia format un nou grup. A l'octubre de 2006 va sortir el primer senzill del nou treball, "Herculean" i seguidament, la banda va fer les primeres aparicions en directe per presentar l'àlbum. Poc després, Albarn i Simonon van desvetllar la llista definitiva de les cançons que formaven el disc i també les van comentar en una entrevista. El segon senzill, "Kingdom of Doom", va aparèixer al gener, una setmana abans del llançament oficial del disc. L'àlbum va debutar al número dos de la llista britànica d'àlbums i fou certificat com a disc d'or.
En diverses entrevistes que va realitzar Albarn, va declarar que la banda no tenia cap nom, i que The Good, The Bad & The Queen era només el títol de l'àlbum. Tanmateix, tots els senzill llançats per la banda indicaven que el nom del grup era el mateix que el títol de l'àlbum. A més, el primer senzill fou publicat mesos abans que l'àlbum, de manera que tot el material publicitari relacionat amb el senzill s'identificava amb The Good, The Bad & The Queen i ningú va afirmar que la banda no tenia nom.
Albarn tenia planejades noves sessions d'enregistrament a la tardor de 2007 per tal de publicar un nou treball per final d'any. Finalment però, el nou àlbum no fou per aquest supergrup sinó per un nou projecte d'un supergrup anomenat Rocket Juice & the Moon. Avui dia, la banda no ha publicat nou treball malgrat que tan Simon Tong i Paul Simonon han aparegut en posteriors projectes d'Albarn com el tercer àlbum d'estudi de Gorillaz (Plastic Beach). Al novembre de 2011 van actuar en el London's Coronet Theatre per celebrar el 40è aniversari de Greenpeace.

## Llista de cançons
| Núm.          | Títol                           | Durada |
| ------------- | ------------------------------- | ------ |
| 1.            | «History Song»                  | 3:05   |
| 2.            | «80's Life»                     | 3:28   |
| 3.            | «Northern Whale»                | 3:54   |
| 4.            | «Kingdom of Doom»               | 2:42   |
| 5.            | «Herculean»                     | 3:59   |
| 6.            | «Behind the Sun»                | 2:38   |
| 7.            | «The Bunting Song»              | 3:47   |
| 8.            | «Nature Springs»                | 3:10   |
| 9.            | «A Soldier's Tale»              | 2:30   |
| 10.           | «Three Changes»                 | 4:15   |
| 11.           | «Green Fields»                  | 2:26   |
| 12.           | «The Good, the Bad & the Queen» | 7:00   |
| Durada total: | Durada total:                   | 42:49  |

| 1.            | «Nature Springs» (directe a The Tabernacle)                | 3:16  |
| 2.            | «The Bunting Song» (directe a The Tabernacle)              | 4:01  |
| 3.            | «The Good, the Bad & the Queen» (directe a The Tabernacle) | 4:36  |
| 4.            | «A Soldier's Tale» (material d'assaig)                     | 2:22  |
| 5.            | «Entrevista» (material d'assaig)                           | 20:43 |
| Durada total: | Durada total:                                              | 33:58 |

## Posicions en llista
| Llista (2007)     | Posició | Certificació |
| ----------------- | ------- | ------------ |
| Alemanya          | 8       |              |
| Austràlia         | 36      |              |
| EUA Billboard 200 | 49      |              |
| França            | 10      | Plata        |
| Regne Unit        | 2       | Or           |

## Crèdits
| The Good, the Bad & the Queen - Damon Albarn – veu, teclats, il·lustracions - Paul Simonon – baix, veus addicionals - Simon Tong – guitarra - Tony Allen – bateria Producció - Danger Mouse – productor - Jason Cox – enregistrament, mescles - James Dring – programació - Howie Weinberg – masterització Altres - Will Bankhead – disseny - Jamie Hewlett – contraportada - Pennie Smith – fotografia - Thomas Shotter Boys – pintura | Músics addicionals - Danger Mouse – percussió, sintetitzadors - Harry Christophers – coral - Julia Doyle – coral - Grace Davidson – coral - Kirsty Hopkin – coral - Charlotte Mobbs – coral - Andrew Olleson – coral - Ian Aitkenhead – coral - David Clegg – coral - Christopher Royall – coral - Adrian Lowe – coral - Ben Rayfield – coral - Mark Dobell – coral - Simon Berridge – coral - James Holliday – coral - Julian Empett – coral - Sam Evans – coral - Antonia Pagulatos – violí - Sally Jackson – violí - Alice Pratley – violí - Gillon Cameron – violí - Stella Page – viola - Amanda Drummond – viola - Emma Owens – viola - Izzi Dunn – violoncel - Al Mobbs – baix - Emma Smith – baix - Eslam Jawaad – veus addicionals |